# Комунарець (Комунарськ)
«Комунарець»  — радянський український футбольний клуб із міста Алчевська, поблизу Луганська. Заснований 1945 року під назвою «Металург».

## Хронологія назв
- 1945—1961: «Металург» (Ворошиловськ)
- 1961—1963: «Металург» (Комунарськ)
- 1964—1988: «Комунарець» (Комунарськ)

## Історія
Заснований 1945 року під назвою «Металург» в місті Алчевськ (з 1931 по 1961 рік — Ворошиловськ, до 1991 року — Комунарськ). Окрім «Металурга», у місті існувала команда Сталь (Ворошиловськ), історію якої часто пов'язують із «Комунарцем» (Комунарськ).
У 1963 році внаслідок реорганізації системи ліг чемпіонату СРСР «Металург» (Комунарськ) отримав можливість виступати у класі Б 2-ї зони чемпіонату Української РСР, в якому грав до 1970 року. Того ж року дебютував у кубку СРСР. Наступного року клуб змінив свою назву на «Комунарець» (Комунарськ).
У 1970 році  відбулася чергова реорганізація системи футбольних ліг чемпіонату СРСР, за підсумками якої клуб опустився до класу Б 2-ї української зони. «Комунарець» посів 14 місце з 27 команд, але цього було недостатньо, щоб наступного сезону залишитися у професіональному чемпіонаті.
Після цього, як аматорська команда, виступав у чемпіонаті та Кубку Луганської області та чемпіонаті УРСР серед аматорських колективів. У 1986 році команда посіла 2-ге місце в чемпіонаті УРСР серед КФК, а в 1988 році набрала лише 3 очки, зайняла останнє місце в групі й залишила всеукраїнські змагання.

## Досягнення
- Клас «Б» чемпіонату СРСР, 2-га українська група
  - 8-ме місце (1): 1965

- Кубок СРСР
  - 1/256 фіналу (1): 1967

## Відомі гравці
- Геннадій Баткаєв
- Віктор Гуреєв
- Зураб Шехтель
- Валерій Фісенко